# Agastache occidentalis
Agastache occidentalis là một loài thực vật có hoa trong họ Hoa môi. Loài này được (Piper) A.Heller mô tả khoa học đầu tiên năm 1900.